# 84. gardijska bojna HV "Termiti"
84. gardijska bojna Zadar "Termiti"  bila je lakojurišna, brdskoplaninska gardijska postrojba iz Zadra koja se tijekom Domovinskog rata istakla brojnim pothvatima, naročito u operacijama Ljeto '95 i Oluja te akcijama koje su im prethodile.

## Ustroj i vodstvo
Prije uklapanja u 9. gardijsku brigadu "Vukovi" nosila je naziv 84. gardijska bojna HV - "Termiti. Nastala je kao elitna postrojba koju su činili već iskusni branitelji. U njen sastav ušli su prvenstveno neki bivši pripadnici 204. vukovarske brigade HV, probrani branitelji iz 112. brigade HV i 7. domobranske pukovnije HV iz Zadra, zatim neki pripadnici drugih specijalnih postrojbi te manji dio pripadnika 4. gardijske brigade i jednog voda iz bojne "Rafael vitez Boban" HOS-a. Bojna TERMITI bili ja pod vodstvom vukovarskog branitelja pukovnika Ivice Arbanasa. 
Po zapovijedi ministra obrane RH Gojka Šuška, 84. gardijska bojna - "Termiti", 9. ožujka 1995. g. prelazi u ustrojbenu strukturu 9. gbr., te preuzima naziv 2. pješačka bojna 9.gbr.

## Pothvati i zadaće
U tijeku žestokih borbi na prostoru Završja za planinu Šator koja je imala izuzetno vojno strateško značenje, bojna TERMITI dobiva u lipnju 1995. godine zadaću da s dijelom svojih postrojbi ojača taj prostor. Na izrazito zahtjevnom terenu uspijevaju ovladati prostorom i u jednoj diverzantskoj akciji s dijelom 3. satnije usred bijela dana uništavaju jako neprijateljsko uporište četničke specijalne vojne policije, stvarajući paniku u neprijateljskim redovima. 
Postrojba drži crtu obrane na Velebitu (s Dalmatinske strane), a 24/25. srpnja 1995. godine izmješta se, te sudjeluje u akciji Ljeto '95 čiji je cilj bio zaustaviti neprijateljsku ofenzivu na Bihać, zauzeti Bosansko Grahovo i Glamoč i stvoriti preduvjete za oslobađanje Knina i ostalog okupiranog područja u sjevernoj Dalmaciji i Lici.
Za iznimne zasluge u osvajanju na juriš 47 dobro utvrđenih četničkih bunkera bojna TERMITI dobiva pismenu pohvalu Predsjednika RH dr. Franje Tuđmana i ministra obrane RH Gojka Šuška.
U akciji Oluja Termiti su imali složen pravac djelovanja. Zajedno sa snagama specijalne policije zauzimaju dominantne kote Tulove grede i Mali Alan gdje su već prvog dana akcije srpske snage pretrpile teške gubitke u ljudstvu. Nakon ovladavanja neprijateljskih položaja na Velebitu dana 7. kolovoza izmještaju se na područje Gračaca. Nakon toga postrojba djeluje prema Srbu, te ovladava kanjonom rijeke Une, uz suradnju 4. i 7. gardijske brigade.
Nakon akcije Oluja drže smjene na južnom bojištu (Cavtat) da bi svojim prisustvom smekšali aspiracije Crne Gore i SRJ za poluotok Prevlaku.

## Vanjske poveznice
- Brijunski transkript u kojem se spominje i djelovanje 2. bojna 9. gardijske brigade